# Élections législatives de 2024 dans les Pyrénées-Atlantiques
Les élections législatives françaises de 2024 dans les Pyrénées-Atlantiques se déroulent les 30 juin et 7 juillet 2024. Dans le département six députés sont à élire dans le cadre de six circonscriptions, à la suite de la dissolution de l'Assemblée nationale par Emmanuel Macron le 9 juin 2024.
Le choix de cette dissolution est pris après la défaite de la liste Renaissance aux élections européennes qui ont eu lieu le 9 juin 2024.

## Contexte politique

### Résultats des élections législatives de 2022
| Circonscription | Élu               | Élu               | Élu                         | Élu          | Élu          | Battu (seconde place) | Battu (seconde place) | Battu (seconde place)  | Battu (seconde place) | Battu (seconde place) |
| Circonscription | Parti (coalition) | Parti (coalition) | Nom                         | % suf. expr. | % suf. expr. | Parti (coalition)     | Parti (coalition)     | Nom                    | % suf. expr.          | % suf. expr.          |
| Circonscription | Parti (coalition) | Parti (coalition) | Nom                         | 1er tour     | 2e tour      | Parti (coalition)     | Parti (coalition)     | Nom                    | 1er tour              | 2e tour               |
| --------------- | ----------------- | ----------------- | --------------------------- | ------------ | ------------ | --------------------- | --------------------- | ---------------------- | --------------------- | --------------------- |
| 1re             |                   | MoDem (ENS)       | Josy Poueyto, sortante      | 31,57 %      | 50,78 %      |                       | LFI-GDS (NUPES)       | Jean-Yves Lalanne      | 31,78 %               | 49,22 %               |
| 2e              |                   | MoDem (ENS)       | Jean-Paul Matteï, sortant   | 34,20 %      | 54,71 %      |                       | GÉ (NUPES)            | Cécile Faure           | 25,47 %               | 45,29 %               |
| 3e              |                   | PS diss.          | David Habib, sortant        | 36,61 %      | 66,55 %      |                       | LFI (NUPES)           | Jean-François Baby     | 20,63 %               | 33,54 %               |
| 4e              |                   | PS (NUPES)        | Iñaki Echaniz               | 24,07 %      | 50,11 %      |                       | LREM (ENS)            | Annick Trounday        | 26,65 %               | 49,89 %               |
| 5e              |                   | MoDem (ENS)       | Florence Lasserre, sortante | 33,98 %      | 54,40 %      |                       | LFI (NUPES)           | Sandra Pereira-Ostanel | 25,14 %               | 45,60 %               |
| 6e              |                   | MoDem (ENS)       | Vincent Bru, sortant        | 28,51 %      | 60,21 %      |                       | LFI (NUPES)           | Tom Dubois-Robin       | 19,55 %               | 39,79 %               |

En 2022, le MoDem s'est imposé comme en 2017, obtenant la réélection de ses quatre sortants. Le socialiste David Habib, opposé à l'accord national de la NUPES, est réélu largement, sans le soutien de son parti. Dans la large quatrième circonscription, le député sortant depuis 20 ans, le caractéristique Jean Lassalle, s'est retiré pour raisons de santé. Il est remplacé par le socialiste Iñaki Echaniz, élu municipal oloronais, élu sur le fil face une marcheuse.

### Déroulé de la XVIelégislature
La députée de Pau-ouest, Josy Poueyto, poursuit pour l'essentiel de son deuxième mandat, sa participation à la commission de la défense nationale et des défenses armées. En 2023, elle devient secrétaire du groupe d'études consacré à la fin de vie. En 2024, elle prend également part à la commission d'enquête relative aux violences commises dans plusieurs secteurs dont le cinéma et l’audiovisuel. Parmi ses positions de vote, la députée Poueyto s'est démarquée fin 2023 pour son opposition au projet de loi immigration, largement soutenu au sein de la majorité présidentielle.
Au cours des premiers jours de la nouvelle législature, Jean-Paul Matteï est élu nouveau président du groupe Modem à l'Assemblée, le sortant Patrick Mignola ayant été défait aux élections législatives. Le président de groupe appose son nom au dépôt de deux propositions de loi, l'une relative à l'accès aux soins et l'autre concernant l'accès au logement. Il travaille au travers de deux rapports sur les émeutes urbaines de 2023 mais également sur la fiscalité du patrimoine.
David Habib, quant à lui, ne conserve pas sa vice-présidence de l'Assemblée à l'ouverture de la nouvelle législature et fait partie des non-inscrits tout au long de cette législature. Il est l'auteur de trois propositions de loi pendant cette mandature, respectivement relatives au statut des secrétaires de mairie, à la lutte contre le frelon asiatique et à l'interdiction de la commercialisation de certaines espèces de poisson dont le saumon de l'Atlantique.
Le nouveau venu de la délégation parlementaire des Pyrénées-Atlantiques, Iñaki Echaniz, dépose également plusieurs propositions de loi au cours de son premier mandat, la première d'entre elles dès juillet 2022 concernant un financement affecté pour l'audiovisuel public. Sur la question des médias, il dépose également un rapport sur la liberté, l'indépendance et le pluralisme des médias. Il travaille également sur la question du logement. Début 2023, il est l'auteur d'une nouvelle proposition de loi pour lutter contre la spéculation locative puis une autre en 2024 contre les congés locatifs frauduleux. Avec Annaïg Le Meur, députée du Finistère, il écrit également un rapport d'information sur les déséquilibres du marché locatif qui aboutit sur une proposition de loi transpartisane adoptée par les députés. Il s'illustre également au cours du débat sur la réforme des retraites, en posant une question au ministre Olivier Dussopt que ce dernier avait lui-même posée en 2010 à propos d'une précédente réforme,.

### Résultats des élections européennes de 2024 par circonscription
| Circonscription | RN      | ENS     | PS - PP | LFI    | LR     |
| --------------- | ------- | ------- | ------- | ------ | ------ |
| Circonscription |         |         |         |        |        |
| 1re             | 25,03 % | 19,11 % | 16,48 % | 6,68 % | 7,18 % |
| 2e              | 27,82 % | 17,43 % | 16,30 % | 6,15 % | 5,57 % |
| 3e              | 28,32 % | 17,06 % | 14,31 % | 5,26 % | 6,46 % |
| 4e              | 24,14 % | 15,62 % | 12,93 % | 5,32 % | 5,67 % |
| 5e              | 23,97 % | 18,23 % | 16,24 % | 6,44 % | 6,49 % |
| 6e              | 22,08 % | 16,93 % | 17,78 % | 8,21 % | 5,31 % |

## Système électoral

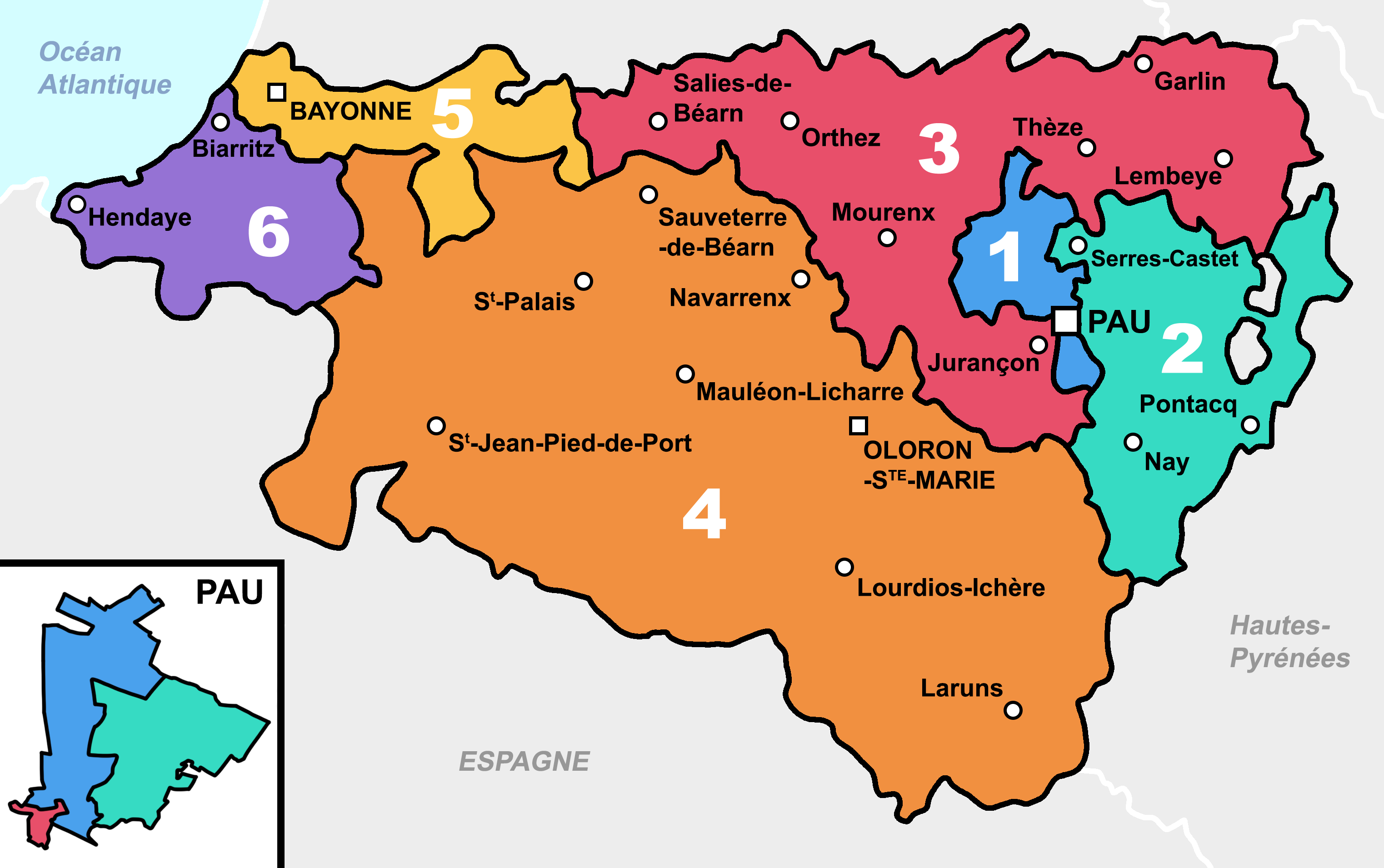
Les 6 circonscriptions législatives des Pyrénées-Atlantiques

Les élections législatives ont lieu au scrutin uninominal majoritaire à deux tours dans des circonscriptions uninominales.
Est élu au premier tour le candidat qui réunit la majorité absolue des suffrages exprimés et un nombre de voix au moins égal au quart des électeurs inscrits dans la circonscription, soit 25 %. Si aucun des candidats ne satisfait ces conditions, un second tour est organisé entre les candidats ayant réuni un nombre de voix au moins égal à un huitième des inscrits, soit 12,5 %. Les deux candidats arrivés en tête du 1er tour se maintiennent néanmoins par défaut si un seul ou aucun d'entre eux n'a atteint ce seuil. Au second tour, le candidat arrivé en tête est déclaré élu,.
Le seuil de qualification basé sur un pourcentage du total des inscrits et non des suffrages exprimés rend plus difficile l'accès au second tour lorsque l'abstention est élevée. Le système permet en revanche l'accès au second tour de plus de deux candidats si plusieurs d'entre eux franchissent le seuil de 12,5 % des inscrits. Les candidats en lice au second tour peuvent ainsi être trois, un cas de figure appelé « triangulaire ». Les second tours où s'affrontent quatre candidats, appelés « quadrangulaire » sont également possibles, mais beaucoup plus rares,.

### Partis et nuances
Les résultats des élections sont publiés en France par le ministère de l'Intérieur, qui classe les partis en leur attribuant des nuances politiques. Ces dernières sont décidées par les préfets, qui les attribuent indifféremment de l'étiquette politique déclarée par les candidats, qui peut être celle d'un parti ou une candidature sans étiquette.
Seuls le Parti communiste français (COM), La France insoumise (FI), le Parti socialiste (SOC), le Parti radical de gauche (RDG), Les Écologistes (VEC), Renaissance (RE), le Mouvement démocrate (MDM), Horizons (HOR), l'Union des démocrates et indépendants (UDI), Les Républicains (LR), le Rassemblement national (RN) et Reconquête (REC) se voient attribuer en 2024 des nuances propres. Les coalitions Ensemble et Nouveau front populaire, ainsi que les candidats de l'alliance LR-Ciotti-RN, en bénéficient également indirectement, les nuances Ensemble ! (Majorité présidentielle) (ENS), Union de la gauche (UG) et Union de l'extrême-droite (UXD) étant attribuables aux candidats bénéficiant respectivement du soutien de deux partis du centre, de deux partis de gauche ou de deux partis d'extrême-droite,.
Tous les autres partis se voient attribuer l'une ou l'autre des nuances suivantes : EXG (extrême gauche), DVG (divers gauche), ECO (écologiste), REG (régionaliste), DVC (divers centre), DVD (divers droite), DSV (droite souverainiste) et EXD (extrême droite). Des partis comme Debout la France ou Lutte ouvrière ne disposent ainsi pas de nuances propres, et leurs résultats nationaux ne sont pas publiés séparément par le ministère, car mélangés avec d'autres partis (respectivement dans les nuances DSV et EXG).

## Résultats

### Élus
| Circonscription                                 | Député sortant    | Parti | Parti | Groupe | Député élu ou réélu | Parti | Parti  | Groupe   |
| ----------------------------------------------- | ----------------- | ----- | ----- | ------ | ------------------- | ----- | ------ | -------- |
| 1re                                             | Josy Poueyto      |       | MoDem | DEM    | Josy Poueyto        |       | MoDem  | DEM      |
| 2e                                              | Jean-Paul Matteï  |       | MoDem | DEM    | Jean-Paul Matteï    |       | MoDem  | DEM      |
| 3e                                              | David Habib       |       | LC    | NI     | David Habib         |       | LC     | LIOT     |
| 4e                                              | Iñaki Echaniz     |       | PS    | SOC    | Iñaki Echaniz       |       | PS     | SOC      |
| 5e                                              | Florence Lasserre |       | MoDem | DEM    | Colette Capdevielle |       | PS     | SOC      |
| 6e                                              | Vincent Bru*      |       | MoDem | DEM    | Peio Dufau          |       | EH Bai | app. SOC |
| * député sortant ne se représentant pas en 2024 |                   |       |       |        |                     |       |        |          |

### Résultats à l'échelle du département

#### Résultats par coalition
| Parti                                       | Parti                                       | Parti                                  | Premier tour | Premier tour | Premier tour | Second tour   | Second tour   | Second tour | Total Sièges  | +/-           |
| Parti                                       | Parti                                       | Parti                                  | Voix         | %            | Sièges       | Voix          | %             | Sièges      | Total Sièges  | +/-           |
| ------------------------------------------- | ------------------------------------------- | -------------------------------------- | ------------ | ------------ | ------------ | ------------- | ------------- | ----------- | ------------- | ------------- |
|                                             |                                             | Rassemblement national (RN)            | 85 184       | 23,05        | 0            | 98 201        | 27,25         | 0           | 0             | en stagnation |
|                                             | Mouvement conservateur (MC)                 | 18 610                                 | 5,03         | 0            | 21 222       | 5,88          | 0             | 0           | Nv            |               |
| Total Rassemblement national et alliés (RN) | Total Rassemblement national et alliés (RN) | 103 794                                | 28,08        | 0            | 119 423      | 33,14         | 0             | 0           | en stagnation |               |
|                                             |                                             | Parti socialiste (PS)                  | 44 611       | 12,06        | 0            | 68 369        | 18,97         | 2           | 2             | 1             |
|                                             | Euskal Herria Bai (EH Bai)                  | 21 650                                 | 5,86         | 0            | 27 117       | 7,53          | 1             | 1           | 1             |               |
|                                             | La France insoumise (LFI)                   | 16 560                                 | 4,48         | 0            |              |               |               | 0           | en stagnation |               |
|                                             | Les Écologistes (LÉ)                        | 16 083                                 | 4,35         | 0            | Retrait      | Retrait       | Retrait       | 0           | Nv            |               |
| Total Nouveau Front populaire (NFP)         | Total Nouveau Front populaire (NFP)         | 98 904                                 | 26,76        | 0            | 95 486       | 26,50         | 3             | 3           | 2             |               |
|                                             |                                             | Mouvement démocrate (MoDem)            | 69 384       | 18,77        | 0            | 94 692        | 26,28         | 2           | 2             | 2             |
| Total Ensemble pour la République (ENS)     | Total Ensemble pour la République (ENS)     | 69 384                                 | 18,77        | 0            | 94 692       | 26,28         | 2             | 2           | 2             |               |
|                                             |                                             | Les Républicains (LR)                  | 36 676       | 9,92         | 0            |               |               |             | 0             | en stagnation |
| Total Union de la droite et du centre (UDC) | Total Union de la droite et du centre (UDC) | 36 676                                 | 9,92         | 0            | 0            | en stagnation |               |             |               |               |
|                                             | La Convention (LC)                          | La Convention (LC)                     | 22 271       | 6,03         | 0            | 37 303        | 10,35         | 1           | 1             | Nv            |
|                                             | Résistons (RES)                             | Résistons (RES)                        | 10 588       | 2,86         | 0            | 13 419        | 3,72          | 0           | 0             | en stagnation |
|                                             | Gauche démocratique et sociale (GDS)        | Gauche démocratique et sociale (GDS)   | 9 625        | 2,60         | 0            | Retrait       | Retrait       | Retrait     | 0             | en stagnation |
|                                             |                                             | Parti nationaliste basque (EAJ-PNB)    | 6 254        | 1,69         | 0            |               |               |             | 0             | Nv            |
| Total Pays unis (PU)                        | Total Pays unis (PU)                        | 6 254                                  | 1,69         | 0            | 0            | Nv            |               |             |               |               |
|                                             |                                             | Le Mouvement pour les animaux (LMPA)   | 3 936        | 1,06         | 0            | 0             | en stagnation |             |               |               |
| Total Tous unis pour le vivant (TUPV)       | Total Tous unis pour le vivant (TUPV)       | 3 936                                  | 1,06         | 0            | 0            | en stagnation |               |             |               |               |
|                                             | Lutte ouvrière (LO)                         | Lutte ouvrière (LO)                    | 3 051        | 0,83         | 0            | 0             | en stagnation |             |               |               |
|                                             |                                             | Partit occitan (POC)                   | 1 554        | 0,42         | 0            | 0             | en stagnation |             |               |               |
| Total Régions et peuples solidaires (R&PS)  | Total Régions et peuples solidaires (R&PS)  | 1 554                                  | 0,42         | 0            | 0            | en stagnation |               |             |               |               |
|                                             |                                             | Mouvement écologiste indépendant (MEI) | 1 497        | 0,41         | 0            | 0             | en stagnation |             |               |               |
| Total Le Rassemblement (RAS)                | Total Le Rassemblement (RAS)                | 1 497                                  | 0,41         | 0            | 0            | en stagnation |               |             |               |               |
|                                             | Reconquête (REC)                            | Reconquête (REC)                       | 671          | 0,18         | 0            | 0             | en stagnation |             |               |               |
|                                             | France libre (FL)                           | France libre (FL)                      | 161          | 0,04         | 0            | 0             | Nv            |             |               |               |
|                                             | Sans étiquette (SE)                         | Sans étiquette (SE)                    | 1 259        | 0,34         | 0            | 0             | Nv            |             |               |               |
|                                             |                                             |                                        |              |              |              |               |               |             |               |               |
| Suffrages exprimés                          | Suffrages exprimés                          | Suffrages exprimés                     | 369 625      | 97,61        |              | 360 323       | 94,82         |             |               |               |
| Votes blancs                                | Votes blancs                                | Votes blancs                           | 6 308        | 1,67         | 14 706       | 3,87          |               |             |               |               |
| Votes nuls                                  | Votes nuls                                  | Votes nuls                             | 2 733        | 0,72         | 4 989        | 1,31          |               |             |               |               |
| Total                                       | Total                                       | Total                                  | 378 666      | 100          | 0            | 380 018       | 100           | 6           | 6             | en stagnation |
| Abstention                                  | Abstention                                  | Abstention                             | 147 927      | 28,09        |              | 146 599       | 27,84         |             |               |               |
| Inscrits/Participation                      | Inscrits/Participation                      | Inscrits/Participation                 | 526 593      | 71,91        | 526 617      | 72,16         |               |             |               |               |

#### Résultats par nuance
| Nuance                 | Nuance                    | Nuance                 | Premier tour | Premier tour | Premier tour | Second tour | Second tour   | Second tour | Total Sièges | +/-           |  |
| Nuance                 | Nuance                    | Nuance                 | Voix         | %            | Sièges       | Voix        | %             | Sièges      | Total Sièges | +/-           |  |
| ---------------------- | ------------------------- | ---------------------- | ------------ | ------------ | ------------ | ----------- | ------------- | ----------- | ------------ | ------------- |  |
|                        | Union de la gauche        | UG                     | 98 904       | 26,76        | 0            | 95 486      | 26,50         | 3           | 3            | 2             |  |
|                        | Rassemblement national    | RN                     | 85 184       | 23,05        | 0            | 98 201      | 27,25         | 0           | 0            | en stagnation |  |
|                        | Ensemble                  | ENS                    | 69 384       | 18,77        | 0            | 94 692      | 26,28         | 2           | 2            | 2             |  |
|                        | Les Républicains          | LR                     | 36 676       | 9,92         | 0            |             |               |             | 0            | en stagnation |  |
|                        | Divers gauche             | DVG                    | 31 896       | 8,63         | 0            | 37 303      | 10,35         | 1           | 1            | en stagnation |  |
|                        | Union de l'extrême droite | UXD                    | 18 610       | 5,03         | 0            | 21 222      | 5,89          | 0           | 0            | Nv            |  |
|                        | Divers droite             | DVD                    | 10 434       | 2,82         | 0            | 13 419      | 3,72          | 0           | 0            | en stagnation |  |
|                        | Régionaliste              | REG                    | 7 962        | 2,15         | 0            |             |               |             | 0            | en stagnation |  |
|                        | Écologistes               | ECO                    | 5 433        | 1,47         | 0            | 0           | en stagnation |             |              |               |  |
|                        | Extrême gauche            | EXG                    | 3 051        | 0,83         | 0            | 0           | en stagnation |             |              |               |  |
|                        | Divers                    | DIV                    | 1 172        | 0,32         | 0            | 0           | en stagnation |             |              |               |  |
|                        | Reconquête                | REC                    | 671          | 0,18         | 0            | 0           | en stagnation |             |              |               |  |
|                        | Divers centre             | DVC                    | 248          | 0,07         | 0            | 0           | en stagnation |             |              |               |  |
|                        |                           |                        |              |              |              |             |               |             |              |               |  |
| Suffrages exprimés     | Suffrages exprimés        | Suffrages exprimés     | 369 625      | 97,61        |              | 360 323     | 94,82         |             |              |               |  |
| Votes blancs           | Votes blancs              | Votes blancs           | 6 308        | 1,67         | 14 706       | 3,87        |               |             |              |               |  |
| Votes nuls             | Votes nuls                | Votes nuls             | 2 733        | 0,72         | 4 989        | 1,31        |               |             |              |               |  |
| Total                  | Total                     | Total                  | 378 666      | 100          | 0            | 380 018     | 100           | 6           | 6            | en stagnation |  |
| Abstention             | Abstention                | Abstention             | 147 927      | 28,09        |              | 146 599     | 27,84         |             |              |               |  |
| Inscrits/Participation | Inscrits/Participation    | Inscrits/Participation | 526 593      | 71,91        | 526 617      | 72,16       |               |             |              |               |  |

### Résultats par circonscription

#### Première circonscription
- Député sortant : Josy Poueyto (Mouvement démocrate)

| Candidat                 | Candidat                 | Parti et coalition       | Nuances                  | Premier tour | Premier tour | Second tour | Second tour |
| Candidat                 | Candidat                 | Parti et coalition       | Nuances                  | Voix         | %            | Voix        | %           |
| ------------------------ | ------------------------ | ------------------------ | ------------------------ | ------------ | ------------ | ----------- | ----------- |
|                          | François Verrière        | RN                       | RN                       | 13 490       | 27,96        | 15 455      | 33,31       |
|                          | Josy Poueyto             | MoDem (ENS)              | ENS                      | 12 939       | 26,82        | 30 942      | 66,69       |
|                          | Jean-Yves Lalanne        | GDS                      | DVG                      | 9 625        | 19,95        | Retrait     | Retrait     |
|                          | Jean Sanroman            | LFI (NFP)                | UG                       | 6 305        | 13,07        |             |             |
|                          | Sandrine Lafargue        | LR (UDC)                 | LR                       | 4 304        | 8,92         |             |             |
|                          | Jérémy Zen               | LMPA (TUPV)              | ECO                      | 1 215        | 2,52         |             |             |
|                          | Agnès Hegoburu           | LO                       | EXG                      | 366          | 0,76         |             |             |
|                          |                          |                          |                          |              |              |             |             |
| Votes valides            | Votes valides            | Votes valides            | Votes valides            | 48 244       | 97,64        | 46 397      | 94,00       |
| Votes blancs             | Votes blancs             | Votes blancs             | Votes blancs             | 813          | 1,65         | 2 128       | 4,31        |
| Votes nuls               | Votes nuls               | Votes nuls               | Votes nuls               | 351          | 0,71         | 831         | 1,68        |
| Total                    | Total                    | Total                    | Total                    | 49 408       | 100          | 49 356      | 100         |
| Abstention               | Abstention               | Abstention               | Abstention               | 20 039       | 28,86        | 20 098      | 28,94       |
| Inscrits / participation | Inscrits / participation | Inscrits / participation | Inscrits / participation | 69 447       | 71,14        | 69 454      | 71,06       |

#### Deuxième circonscription
- Député sortant : Jean-Paul Matteï (Mouvement démocrate)

| Candidat                 | Candidat                 | Parti et coalition       | Nuances                  | Premier tour | Premier tour | Second tour | Second tour |
| Candidat                 | Candidat                 | Parti et coalition       | Nuances                  | Voix         | %            | Voix        | %           |
| ------------------------ | ------------------------ | ------------------------ | ------------------------ | ------------ | ------------ | ----------- | ----------- |
|                          | Monique Becker           | RN                       | RN                       | 18 910       | 31,14        | 21 242      | 36,26       |
|                          | Jean-Paul Matteï         | MoDem (ENS)              | ENS                      | 17 972       | 29,60        | 37 347      | 63,74       |
|                          | Julien Brunel            | LÉ (NFP)                 | UG                       | 16 083       | 26,49        | Retrait     | Retrait     |
|                          | Marc Labat               | LR (UDC)                 | LR                       | 4 647        | 7,65         |             |             |
|                          | Jacques Mauhourat        | MEI (RAS)                | ECO                      | 1 497        | 2,47         |             |             |
|                          | Patrici Cescau           | POC (R&PS)               | REG                      | 1 079        | 1,78         |             |             |
|                          | Cyrille Marconi          | LO                       | EXG                      | 530          | 0,87         |             |             |
|                          |                          |                          |                          |              |              |             |             |
| Votes valides            | Votes valides            | Votes valides            | Votes valides            | 60 718       | 97,37        | 58 589      | 94,23       |
| Votes blancs             | Votes blancs             | Votes blancs             | Votes blancs             | 1 130        | 1,81         | 2 583       | 4,15        |
| Votes nuls               | Votes nuls               | Votes nuls               | Votes nuls               | 508          | 0,81         | 1 007       | 1,62        |
| Total                    | Total                    | Total                    | Total                    | 62 356       | 100          | 62 179      | 100         |
| Abstention               | Abstention               | Abstention               | Abstention               | 22 316       | 26,36        | 22 498      | 26,57       |
| Inscrits / participation | Inscrits / participation | Inscrits / participation | Inscrits / participation | 84 672       | 73,64        | 84 677      | 73,43       |

#### Troisième circonscription
- Député sortant : David Habib (La Convention)

| Candidat                 | Candidat                 | Parti et coalition       | Nuances                  | Premier tour | Premier tour | Second tour | Second tour |
| Candidat                 | Candidat                 | Parti et coalition       | Nuances                  | Voix         | %            | Voix        | %           |
| ------------------------ | ------------------------ | ------------------------ | ------------------------ | ------------ | ------------ | ----------- | ----------- |
|                          | David Habib              | LC                       | DVG                      | 22 271       | 37,63        | 37 303      | 64,50       |
|                          | Nicolas Cresson          | RN                       | RN                       | 18 670       | 31,55        | 20 530      | 35,50       |
|                          | Joëlle Losson            | LFI (NFP)                | UG                       | 10 255       | 17,33        |             |             |
|                          | Gilles Mardelle          | LR (UDC)                 | LR                       | 5 998        | 10,14        |             |             |
|                          | Kévin Briolais           | LMPA (TUPV)              | ECO                      | 1 154        | 1,95         |             |             |
|                          | Audric Armand Mège       | POC (R&PS)               | REG                      | 475          | 0,80         |             |             |
|                          | Antoine Missier          | LO                       | EXG                      | 358          | 0,60         |             |             |
|                          |                          |                          |                          |              |              |             |             |
| Votes valides            | Votes valides            | Votes valides            | Votes valides            | 59 181       | 97,73        | 57 833      | 95,81       |
| Votes blancs             | Votes blancs             | Votes blancs             | Votes blancs             | 974          | 1,61         | 1 804       | 2,99        |
| Votes nuls               | Votes nuls               | Votes nuls               | Votes nuls               | 402          | 0,66         | 727         | 1,20        |
| Total                    | Total                    | Total                    | Total                    | 60 557       | 100          | 60 364      | 100         |
| Abstention               | Abstention               | Abstention               | Abstention               | 23 372       | 27,85        | 23 566      | 28,08       |
| Inscrits / participation | Inscrits / participation | Inscrits / participation | Inscrits / participation | 83 929       | 72,15        | 83 930      | 71,92       |

#### Quatrième circonscription
- Député sortant : Iñaki Echaniz (Parti socialiste)

| Candidat                 | Candidat                 | Parti et coalition       | Nuances                  | Premier tour | Premier tour | Second tour | Second tour |
| Candidat                 | Candidat                 | Parti et coalition       | Nuances                  | Voix         | %            | Voix        | %           |
| ------------------------ | ------------------------ | ------------------------ | ------------------------ | ------------ | ------------ | ----------- | ----------- |
|                          | Iñaki Echaniz            | PS (NFP)                 | UG                       | 21 968       | 38,01        | 27 762      | 47,92       |
|                          | Sylviane Lopez           | RN                       | RN                       | 14 806       | 25,62        | 16 753      | 28,92       |
|                          | Jean Lassalle            | RES                      | DVD                      | 10 434       | 18,05        | 13 419      | 23,16       |
|                          | Beñat Cachenaut          | LR (UDC)                 | LR                       | 8 983        | 15,54        |             |             |
|                          | Gracianne Mirande Bec    | EAJ-PNB (PU)             | REG                      | 1 128        | 1,95         |             |             |
|                          | Carlos Ribeiro           | LO                       | EXG                      | 476          | 0,82         |             |             |
|                          |                          |                          |                          |              |              |             |             |
| Votes valides            | Votes valides            | Votes valides            | Votes valides            | 57 795       | 97,72        | 57 934      | 97,10       |
| Votes blancs             | Votes blancs             | Votes blancs             | Votes blancs             | 928          | 1,57         | 1 304       | 2,19        |
| Votes nuls               | Votes nuls               | Votes nuls               | Votes nuls               | 422          | 0,71         | 429         | 0,72        |
| Total                    | Total                    | Total                    | Total                    | 59 145       | 100          | 59 667      | 100         |
| Abstention               | Abstention               | Abstention               | Abstention               | 21 647       | 26,79        | 21 131      | 26,15       |
| Inscrits / participation | Inscrits / participation | Inscrits / participation | Inscrits / participation | 80 792       | 73,21        | 80 798      | 73,85       |

#### Cinquième circonscription
- Député sortant : Florence Lasserre (Mouvement démocrate)

| Candidat                 | Candidat                 | Parti et coalition       | Nuances                  | Premier tour | Premier tour | Second tour | Second tour |
| Candidat                 | Candidat                 | Parti et coalition       | Nuances                  | Voix         | %            | Voix        | %           |
| ------------------------ | ------------------------ | ------------------------ | ------------------------ | ------------ | ------------ | ----------- | ----------- |
|                          | Colette Capdevielle      | PS (NFP)                 | UG                       | 22 643       | 32,30        | 40 607      | 62,64       |
|                          | Serge Rosso              | RN                       | RN                       | 19 308       | 27,54        | 24 221      | 37,36       |
|                          | Florence Lasserre        | MoDem (ENS)              | ENS                      | 18 667       | 26,63        | Retrait     | Retrait     |
|                          | Valérie Castrec          | LR (UDC)                 | LR                       | 4 198        | 5,99         |             |             |
|                          | Johanna Grateloup        | LMPA (TUPV)              | ECO                      | 1 567        | 2,24         |             |             |
|                          | Jean-Marie Erramuzpe     | EAJ-PNB (PU)             | REG                      | 1 414        | 2,02         |             |             |
|                          | Jean-Claude Labadie      | SE                       | DIV                      | 1 010        | 1,44         |             |             |
|                          | Alain Cayuela            | REC                      | REC                      | 671          | 0,96         |             |             |
|                          | Philippe Bardanouve      | LO                       | EXG                      | 477          | 0,68         |             |             |
|                          | Hélène Susbielle         | RES                      | REG                      | 154          | 0,22         |             |             |
|                          |                          |                          |                          |              |              |             |             |
| Votes valides            | Votes valides            | Votes valides            | Votes valides            | 70 109       | 97,82        | 64 828      | 90,64       |
| Votes blancs             | Votes blancs             | Votes blancs             | Votes blancs             | 1 073        | 1,50         | 5 253       | 7,34        |
| Votes nuls               | Votes nuls               | Votes nuls               | Votes nuls               | 488          | 0,68         | 1 439       | 2,01        |
| Total                    | Total                    | Total                    | Total                    | 71 670       | 100          | 71 520      | 100         |
| Abstention               | Abstention               | Abstention               | Abstention               | 29 466       | 29,14        | 29 617      | 29,28       |
| Inscrits / participation | Inscrits / participation | Inscrits / participation | Inscrits / participation | 101 136      | 70,86        | 101 137     | 70,72       |

#### Sixième circonscription
- Député sortant : Vincent Bru (Mouvement démocrate)

| Candidat                 | Candidat                 | Parti et coalition       | Nuances                  | Premier tour | Premier tour | Second tour | Second tour |
| Candidat                 | Candidat                 | Parti et coalition       | Nuances                  | Voix         | %            | Voix        | %           |
| ------------------------ | ------------------------ | ------------------------ | ------------------------ | ------------ | ------------ | ----------- | ----------- |
|                          | Peio Dufau               | EH Bai (NFP)             | UG                       | 21 650       | 29,42        | 27 117      | 36,28       |
|                          | Christian Devèze         | MoDem (ENS)              | ENS                      | 19 806       | 26,92        | 26 403      | 35,33       |
|                          | Victor Lastécouères,     | MC - RAD (RN)            | UXD                      | 18 610       | 25,29        | 21 222      | 28,39       |
|                          | Emmanuelle Brisson       | LR (UDC)                 | LR                       | 8 546        | 11,61        |             |             |
|                          | Jean Tellechea           | EAJ-PNB (PU)             | REG                      | 3 712        | 5,04         |             |             |
|                          | Jacqueline Uhart         | LO                       | EXG                      | 844          | 1,15         |             |             |
|                          | Éva Pernet               | SE                       | DVC                      | 248          | 0,34         |             |             |
|                          | Corinne Berthelot,       | FL                       | DIV                      | 161          | 0,22         |             |             |
|                          | Michel Lamarque          | SE                       | DIV                      | 1            | 0,00         |             |             |
|                          |                          |                          |                          |              |              |             |             |
| Votes valides            | Votes valides            | Votes valides            | Votes valides            | 73 578       | 97,42        | 74 742      | 97,15       |
| Votes blancs             | Votes blancs             | Votes blancs             | Votes blancs             | 1 390        | 1,84         | 1 634       | 2,12        |
| Votes nuls               | Votes nuls               | Votes nuls               | Votes nuls               | 562          | 0,74         | 556         | 0,72        |
| Total                    | Total                    | Total                    | Total                    | 75 530       | 100          | 76 932      | 100         |
| Abstention               | Abstention               | Abstention               | Abstention               | 31 087       | 29,16        | 29 689      | 27,85       |
| Inscrits / participation | Inscrits / participation | Inscrits / participation | Inscrits / participation | 106 617      | 70,84        | 106 621     | 72,15       |